# Commodore CDTV
Commodore CDTV (Commodore Dynamic Total Vision) är den första datorn med en CD-ROM-enhet installerad som standard. I princip är det en svart Amiga 500 med CD-spelare men utan tangentbord, mus eller diskettstation. CDTV lanserades 1991 men blev aldrig någon succé. Idén återkom senare som Amiga CD32.
CDTV var Commodores försök till att konkurrera med Philips CD-i, men slog aldrig nämnvärt då priset ansågs vara för högt.
Den debuterade i mars 1991 på CES i Las Vegas och introduktionspriset var £499 och då fick man med en CDTV, en joypad och 2 program.

## Tekniska specifikationer
- CPU: Motorola 68000 på 7.16 MHz (NTSC) eller 7.09 MHz (PAL)
- Minne:
  - 1 MB Amiga Chip RAM
  - 2 kB non-volatile RAM
  - 256 kB Kickstart ROM
  - 256 kB CDTV firmware ROM
- Chipset: Original Chip Set (OCS)
- Single-speed CD-ROM-enhet (proprietär controller)
- Operativsystem: AmigaOS 1.3 och CDTV firmware
- Trådlös infraröd fjärrkontroll/spelkontroll
- Anslutningar/portar:
  - NTSC-modellen:
    - RF ljud/video ut (RCA)
    - Kompositvideo ut (RCA)
    - S-Video ut (4-pin mini-DIN)

  - PAL-modellen:
    - RF ljud/video ut (RF)
    - Kompositvideo ut (RCA)

  - Analog RGB video ut (DB-23M)
  - Ljud ut (2×RCA och 6.35 mm teleplugg)
  - Mus (4 pin mini-DIN)
  - Tangentbord (5 pin mini-DIN)
  - RS-232 serieport (DB-25M)
  - Centronicstyp parallellport (DB-25F)
  - Diskettenhetsport (DB-23F)
  - MIDI (In och ut)
  - Proprietär kortanslutning för utökning till 64 eller 256 kB minne

Förutom det inbyggda operativsystemet innehåller den inbyggda programvaran de nödvändiga drivrutinerna för att styra CD-ROM-enheten. Detta inkluderar även en drivrutin för filmer i det så kallade CDXL-formatet.

## Officiella uppgraderingar
CDTV var kompatibel med många Amiga-tillbehör. Dessa officiella CDTV-tillbehör och uppgraderingar fanns tillgängliga:
- Trådlös infraröd mus
- Trådlös styrkula
- Tangentbord i svart stil
- SCSI-controller för interna och externa SCSI-anslutningar för hårddiskenheter och andra SCSI-enheter
- Extern hårddiskenhet i svart stil[1]
- Extern diskettenhet i svart stil
- Proprietära minneskort med en kapacitet på 64 eller 256 kB för att spara speldata
- Genlock för att överföra videosignalen till en annan videokälla[2]

## Utgåvor
- CDTV: CDTV och fjärrkontroll/spelkontroll
- Pro pack: CDTV, fjärrkontroll/spelkontroll, tangentbord, mus och diskettenhet med en samling Almathera CDPD Public domain-mjukvara på CD-ROM

## Konkurrenter på marknaden

### Senaste modell A/V (förstahandsmarknad)
(ljud/videosystem)
- Philips CD-i
- Pioneer LaserActive
- The 3DO Company 3DO Interactive Multiplayer

### TV-spel (andrahandsmarknad)
- NEC PC Engine med Super CD-ROM-expansion
- Nintendo Super Nintendo Entertainment System
- Sega Mega Drive med CD-ROM-expansion
- The 3DO Company 3DO Interactive Multiplayer